# Naomi Blake
Naomi Blake, rozená Zisel Dum (11. března 1924 Mukačevo – 7. listopadu 2018) byla britská sochařka, jejíž práce odrážely její zkušenosti přeživší holokaustu. V roce 1942 měla její rodina 32 členů: čtyři prarodiče, její rodiče, devět sourozenců, šest manželů a deset mladých neteří a synovců, ale v roce 1945 přežilo pouze osm členů.

## Život
Narodila se v tehdy československém Mukačevu ortodoxním židovským rodičům Elazer Dumovi a Chay-Adel Shlusselové. Byla nejmladší z deseti dětí. Původně byla svými rodiči pojmenována Zisel, což znamená sladká, a v roce 1948 si změnila jméno na Naomi. Přežila holocaust jako teenager v Osvětimi, ačkoli mnoho členů její rodiny tam zemřelo. Z Osvětimi byla spolu se svou sestrou Malchi poslána pracovat do muničního tábora na severu okupovaného Polska. Počátkem roku 1945 se sestrám se podařilo uniknout z pochodu smrti a nakonec se přes značná nebezpečí dostaly zpět do Mukačeva. Poté ilegálně cestovala lodí do Mandátního území Palestina. Loď byla zachycena Brity a Naomi Blake byla držena v zadržovacím táboře Atlit poblíž Haify. Když byla propuštěna, přidala se k Palmachu, ale v dubnu 1947 ji britský voják zastřelil do krku. Když se zotavila v nemocnici, začala vyřezávat malé figurky, které se pro ni brzy staly vášní. V roce 1948 se Naomi Blake připojila k ženské divizi izraelských obranných sil a sloužila v hodnosti podporučíka.
Naomi Blake poté žila v Miláně, Římě a Jeruzalémě, než se v roce 1952 provdala za svého druhého manžela Ashera Blakea, německého uprchlíka, a bydlela na Muswell Hill v severním Londýně. Poté od roku 1955 do roku 1960 studovala na Hornsey School of Art v severním Londýně (nyní Middlesex University), přičemž navštěvoval večerní kurzy.

## Dílo
Velká část její práce se soustředila na vyjádření jejích zážitků. Její práce je však v zásadě optimistická, perspektivní a pozitivní. Chce pomáhat udržet naživu odkaz šesti milionů zabitých Židů a také podporovat vizi sjednocení vír, budování porozumění mezi náboženstvími a naději do budoucnosti. Její práce jsou vystavovány od roku 1962.
Její sochy jsou trvale vystaveny na mnoha místech, zejména na náměstí Fitzroy Square a v kostele svatého Ethelberga v Londýně, na univerzitě v Leicesteru, Scarman Center a v The Holocaust Centre, Nottinghamshire. Její bronzová pryskyřičná socha z roku 1980, The Refugee, se nachází v zahradě Bristolské katedrály, zatímco podobný kus z roku 1985, Sanctuary ze skleněného vlákna, je v areálu St Botolph's Aldgate v londýnské City. Její díla jsou také v různých soukromých sbírkách, včetně sbírek královny matky a prince z Walesu. Byla členkou Královské britské společnosti sochařů. Některé její sochy jsou v Ben Uri Gallery & Museum v Londýně, zatímco další díla jsou umístěna na veřejných prostranstvích v Londýně, Leicesteru, Bristolu a jinde.